# Полозово (Себежский район)
Полозово — деревня в Себежском районе Псковской области России. Входит в состав Красноармейской волости.

## География
Находится на юго-западе региона, в восточной части района, в пределах Прибалтийской низменности, в зоне хвойно-широколиственных лесов, на северо-западном берегу Шевино, возле деревни Малахи.

## История
В 1941—1944 гг. местность находилась под фашистской оккупацией войсками Гитлеровской Германии.

## Население
| 2001 | 2002 | 2010 |
| ---- | ---- | ---- |
| 32   | ↗41  | ↘11  |

### Национальный состав
Согласно результатам переписи 2002 года, в национальной структуре населения русские составляли 98 % от общей численности в 41 чел., из них 18 мужчин, 23 женщины.

## Инфраструктура
Личное подсобное хозяйство.
Основа экономики — сельское хозяйство.

## Транспорт
Деревня доступна автотранспортом.
Подходят две автодороги общего пользования местного значения: 1) «от а/д Идрица — Пустошка до дер. Полозово» (идентификационный номер 58-254-830 ОП МП 58Н-104), протяженностью в 6,1 км; 2) «Малахи — Полозово» (идентификационный номер 58-254-830 ОП МП 58Н-100), протяженностью в 2,2 км.
К югу от деревни расположена железнодорожная станция Нащёкино Октябрьской железной дороги. По состоянию на октябрь 2020 года по станции отсутствует движение пассажирских и пригородных поездов.